# A Great Big World
A Great Big World es un dúo musical estadounidense de Nueva York formado por los cantantes y compositores Ian Axel y Chad King. El grupo es principalmente conocido por su sencillo «This Is The New Year», que fue versionado en un episodio de Glee, serie que ha versionado en otras ocasiones canciones del grupo, y entró en la Billboard Mainstream Top 40 en mayo de 2013, y por su éxito internacional «Say Something», tras su regrabación junto a Christina Aguilera.

## Historia
A Great Big World fue formado por sus actuales miembros Ian Axel y Chad King mientras asistían a la Universidad de Nueva York. Ambos eran estudiantes de negocios de la música y Axel convenció a King para escribir una canción juntos. Mientras estaba en la universidad, King tuvo un papel importante en la película Monster, ganadora de un premio de la Academia. King acordó trabajar con Axel después de escucharlo cantar. Ambos escribieron y realizaron canciones juntos antes de que Axel se embarcase en una carrera solista, en la que lanzó un álbum independiente con canciones que fueron todas coescritas por King.
El grupo realizó una gira nacional y fue telonero de Ingrid Michaelson, Matthew Morrison (Glee) y Five For Fighting. En 2002 la banda fue rebautizada como A Great Big World. Lanzaron un EP de seis canciones después de obtener fondos de la página web Kickstarter. En 2013, su sencillo «This Is The New Year» fue interpretado por el elenco de Glee en un episodio de la serie. La canción también fue licenciada a varias cadenas de televisión y fue utilizada como cortina musical del show de MTV I Used to Be Fat, además de ser presentada en The Amazing Race, ESPN, One Tree Hill, y Good Morning America.
En 2013 , el grupo firmó con la discográfica Epic Records y publicó un EP de tres canciones bajo el sello Epic en mayo de 2013. También anunciaron una gira que comenzó al mismo tiempo que el lanzamiento del EP. Su segundo sencillo Say Something fue lanzado el 3 de septiembre de 2013. La canción fue incluida en la final de la competencia de baile estadounidense So You Think You Can Dance el 10 de septiembre de 2013. La canción fue posteriormente regrabada con Christina Aguilera después de que ella la escuchara. Esta versión fue lanzada el 4 de noviembre de 2013, y alcanzó el puesto número 1 en las listas de iTunes. Al día siguiente, A Great Big World y Aguilera presentaron la canción en vivo en la serie de televisión The Voice de la cadena NBC. La canción alcanzó el puesto número 1 en el ranking de canciones digitales con 189.000 copias vendidas en una semana. El vídeo fue lanzado el 19 de noviembre de 2013.
En noviembre de 2013, se anunció que A Great Big World se presentaría en el Victoria Secret Fashion Show. Ese mismo mes la banda se presentó en vivo por primera vez en los premios American Music Awards con su sencillo Say Something, junto a Christina Aguilera. Su álbum debut, «Is There Anybody Out There?» fue lanzado el 21 de enero de 2014.
Su segundo álbum, When The Morning Comes, fue publicado el 13 de noviembre de 2015. El primer sencillo es Hold Each Other, con el rapero Futuristic.

## Discografía

### Álbumes de estudio
| Título                      | Álbum                                                                                      | Picos de posición | Picos de posición | Picos de posición | Picos de posición | Picos de posición | Picos de posición | Ventas         |
| Título                      | Álbum                                                                                      | US                | AUS               | AUT               | CAN               | SWE               | UK                | Ventas         |
| --------------------------- | ------------------------------------------------------------------------------------------ | ----------------- | ----------------- | ----------------- | ----------------- | ----------------- | ----------------- | -------------- |
| Is There Anybody Out There? | - Lanzamiento: 21 de enero de 2014 - Disográfica: Epic - Formato: Descarga digital, CD     | 3                 | 33                | 36                | 3                 | 25                | 16                | - USA: 165,000 |
| When the Morning Comes      | - Lanzamiento: 13 de noviembre de 2015 - Discográfica: Epic - Formato: Descarga digital,CD | 75                | —                 | —                 | —                 | —                 | —                 |                |
| A Great Big World           | - Lanzamiento: 2018 - Discográfica: TBA - Formato: TBA                                     | —                 | —                 | —                 | —                 | —                 | —                 |                |

### Sencillos
| 2013                                                                           | "This Is the New Year"                    | —  | 39 | — | — | —  | — | —  | — | — | — |                 |                                                                                            | Is There Anybody Out There? |
| 2013                                                                           | "Say Something" (with Christina Aguilera) | 4  | 1  | 1 | 4 | 1  | 6 | 36 | 2 | 4 | 4 | - US: 3,859,000 | - ARIA: 3× Platinum - BPI: Platinum - MC: 6× Platinum - RIAA: 5× Platinum - RMNZ: Platinum | Is There Anybody Out There? |
| 2014                                                                           | "Already Home"                            | —  | 24 | — | — | —  | — | —  | — | — | — |                 |                                                                                            | Is There Anybody Out There? |
| 2014                                                                           | "Rockstar"                                | —  | —  | — | — | —  | — | 86 | — | — | — |                 |                                                                                            | Is There Anybody Out There? |
| 2015                                                                           | "Hold Each Other" (featuring Futuristic)  | 99 | 12 | — | — | 69 | — | —  | — | — | — |                 |                                                                                            | When the Morning Comes      |
| 2016                                                                           | "Oasis"                                   | —  | 22 | — | — | —  | — | —  | — | — | — |                 |                                                                                            | When the Morning Comes      |
| 2016                                                                           | "Won't Stop Running"                      | —  | 34 | — | — | —  | — | —  | — | — | — |                 |                                                                                            | When the Morning Comes      |
| 2017                                                                           | "When I Was a Boy"                        | —  | —  | — | — | —  | — | —  | — | — | — |                 |                                                                                            | A Great Big World           |
| 2018                                                                           | "Younger"                                 | —  | 18 | — | — | —  | — | —  | — | — | — |                 |                                                                                            | A Great Big World           |
| "—" denotes a single that did not chart or was not released in that territory. |                                           |    |    |   |   |    |   |    |   |   |   |                 |                                                                                            |                             |

### Vídeos musicales
| Año  | Canción                                   | Director         |
| ---- | ----------------------------------------- | ---------------- |
| 2013 | "This Is the New Year"                    | Leiv Parton      |
| 2013 | "Say Something" (with Christina Aguilera) | Christopher Sims |
| 2014 | "Already Home"                            | Isaac Rentz      |
| 2014 | "I Want a Hippopotamus for Christmas"     | Rohitash Rao     |
| 2015 | "Hold Each Other" (featuring FUTURISTIC)  | Marc Klasfeld    |
| 2016 | "Oasis"                                   | Elliott Sellers  |
| 2016 | "Won't Stop Running"                      | Lee Cherry       |
| 2016 | "Where Does the Time Go"                  | Nathan Crooker   |